# ميك قاولد
ميك قاولد (بالإنجليزية: Mick Gould)‏ هو لاعب كرة القدم الغالية أيرلندي، ولد في 1930 في Macroom ‏ في جمهورية أيرلندا، وتوفي في 2005.